# 팩맨 99
팩맨 99(PAC-MAN 99)는 2021년 4월 8일에 발매된 닌텐도 게임으로 테트리스 99와 같이 99명의 사람이 경쟁해서 1위를 가리는 게임이다.

## 게임플레이
고스트를 먹으면 상대의 필드에 방해 팩맨이 생성되고, 팩맨이 방해 팩맨에 닿으면 속도가 느려진다. 과일을 먹어 필드가 초기화될 때마다 잠든 고스트가 생기는데, 이들을 먹으면 고스트 트레인이 생기고, 쿠키를 먹음으로 고스트를 대량으로 먹을 수 있다.
테트리스 99와 슈퍼 마리오브라더스 35에 존재하였던 ‘작전’ 시스템이 본작에 계승되었다. 언급한 두 작품에 있었던 공격할 상대를 정하는 방법 네 가지에 더해 자신의 팩맨을 강화하는 방법이 네 가지가 추가되었다.